# Wielersport op de Britse Gemenebestspelen 1974
Wielersport is een van de sporten die beoefend werden tijdens de Britse Gemenebestspelen 1974 in Christchurch, Nieuw-Zeeland. Er waren enkel wedstrijden georganiseerd voor mannelijke deelnemers; zes op de baan en een wegwedstrijd van 183 kilometer. De ploegenachtervolging werd voor het eerst opgenomen op de kalender van de Britse Gemenebestspelen. De Engelsen wonnen het medailleklassement, met vier gouden, twee zilveren en twee bronzen medailles.

## Uitslagen
| Discipline           | Goud                                                    | Zilver                                                        | Brons                                                             |
| Baan                 | Baan                                                    | Baan                                                          | Baan                                                              |
| -------------------- | ------------------------------------------------------- | ------------------------------------------------------------- | ----------------------------------------------------------------- |
| Achtervolging        | Ian Hallam                                              | Willi Moore                                                   | Gary Sutton                                                       |
| Ploegenachtervolging | Engeland Mick Bennett Rik Evans Ian Hallams Willi Moore | Australië Murray Hall Kevin Nichols Garry Reardon Gary Sutton | Nieuw-Zeeland Paul Brydon René Heyde Russell Nant Blair Stockwell |
| Scratch              | Stefe Heffernan                                         | Murray Hall                                                   | Ian Hallam                                                        |
| Sprint               | John Nicholson                                          | Xavier Miranda                                                | Ian Atherly                                                       |
| Tandem               | Engeland Geoffrey Cooke Ernest Crutchlow                | Australië Danny O'Neil John Rush                              | Nieuw-Zeeland Philip Harland Paul Medhurst                        |
| Tijdrit              | Dick Paris                                              | John Nicholson                                                | Ian Hallam                                                        |
| Weg                  |                                                         |                                                               |                                                                   |
| Wegwedstrijd         | Clyde Sefton                                            | Phil Griffiths                                                | Remo Sansonetti                                                   |

## Medaillespiegel
| Plaats | Land               | Goud | Zilver | Brons | Totaal |
| 1      | Engeland           | 4    | 2      | 2     | 8      |
| 2      | Australië          | 3    | 4      | 2     | 9      |
| 3      | Jamaica            | 0    | 1      | 0     | 1      |
| 4      | Nieuw-Zeeland      | 0    | 0      | 2     | 2      |
| 5      | Trinidad en Tobago | 0    | 0      | 1     | 1      |
| Totaal | Totaal             | 7    | 7      | 7     | 21     |

1934 · 1938 · 1950 · 1954 · 1958 · 1962 · 1966 · 1970 · 1974 · 1978 · 1982 · 1986 · 1990 · 1994 · 1998 · 2002 · 2006 (baan - weg) · 2010 · 2014 · 2018 · 2022 · 2026
Atletiek · Badminton · Boksen · Bowls · Gewichtheffen · Schietsport · Schoonspringen · Wielersport · Worstelen · Zwemmen